# Kateřina Držková
Kateřina Držková (* 9. února 1978, Pardubice) je česká umělkyně, která se specializuje na fotografii a mediální sebereflexivitu. Patří do generace mladých českých fotografek z počátku 21. století spolu s dalšími autorkami jako například Bára Prášilová, Dita Pepe, Barbora Krejčová nebo Tereza Vlčková.

## Životopis
Narodila se v roce 1978 v Pardubicích a v současné době žije a pracuje v Praze. Držková se věnuje především fotografii a mediální sebereflexivitě. Její práce jsou publikovány v různých časopisech a galeriích po celém světě. V roce 2006 vytvořila sérii Refugees, která se zabývá tématem uprchlíků a migrace. Tato série byla vystavena v několika galeriích a muzeích, včetně Fotomuseum Winterthur. V roce 2023 se její práce objevila na výstavě 4+4 dny v pohybu - Místa činu: Všechno je všech v Praze. Kateřina Držková je také autorkou knihy Albena, která se zabývá tématem turistických letovisek a jejich vlivu na okolní krajinu.